# Corvinus-Universität Budapest
Die Corvinus-Universität Budapest (ungarisch: Budapesti Corvinus Egyetem; voller Name: Corvinus-Universität für Wirtschaftswissenschaften und Staatsverwaltung) ist eine staatliche Universität in Budapest.
Lehr- und Forschungsschwerpunkte liegen in den Bereichen Wirtschaftswissenschaften und angrenzenden Studienfächern. Die Corvinus-Universität Budapest gilt als eine der führenden Universitäten Ungarns und Ostmitteleuropas.

## Geschichte

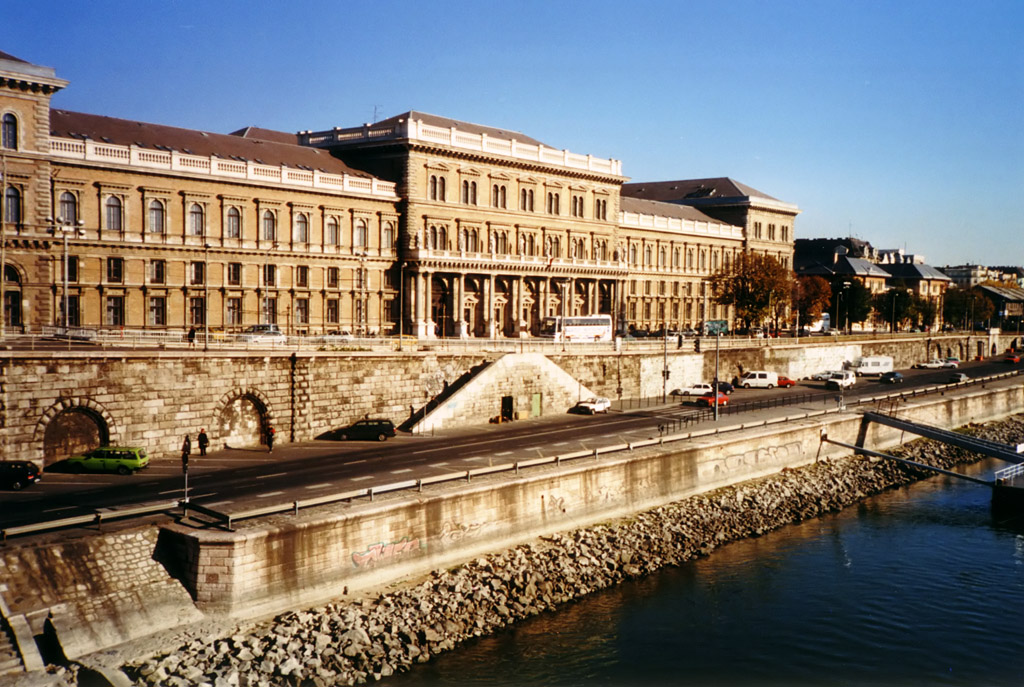
Hauptgebäude der Corvinus-Universität am Ufer der Donau

Wirtschaftswissenschaftliche Lehreinrichtungen in Budapest reichen bis zum Jahr 1763 zurück. Die Corvinus-Universität Budapest bezieht sich in ihrer Geschichte auf die 1920 gegründete wirtschaftswissenschaftliche Fakultät der damaligen Königlich Ungarischen Universität. 1953 wurde diese in Karl-Marx-Universität für Wirtschaftswissenschaften umbenannt, 1991 in Universität für Wirtschaftswissenschaften (ungarisch: Közgazdasági Egyetem, umgangssprachlich abgekürzt: Közgáz, ein Name, unter dem heute noch die meisten Ungarn die Universität kennen), dann Universität für Wirtschaftswissenschaften und Staatsverwaltung und seit 2003 ist sie nach Matthias Corvinus benannt.

## Fakultäten
Es gibt drei Fakultäten:
- Betriebswirtschaftslehre
- Volkswirtschaft
- Sozialwissenschaften

Die Fakultät für Öffentliche Verwaltung ist seit 2012 Teil der Nemzeti Közszolgálati Egyetem.

## Partnerhochschulen
- Hochschule für öffentliche Verwaltung und Finanzen Ludwigsburg
- International School of Management in Dortmund
- WHU – Otto Beisheim School of Management
- Hochschule Emden/Leer
- Universität Passau
- EBS Universität für Wirtschaft und Recht

## Baustil und Lage

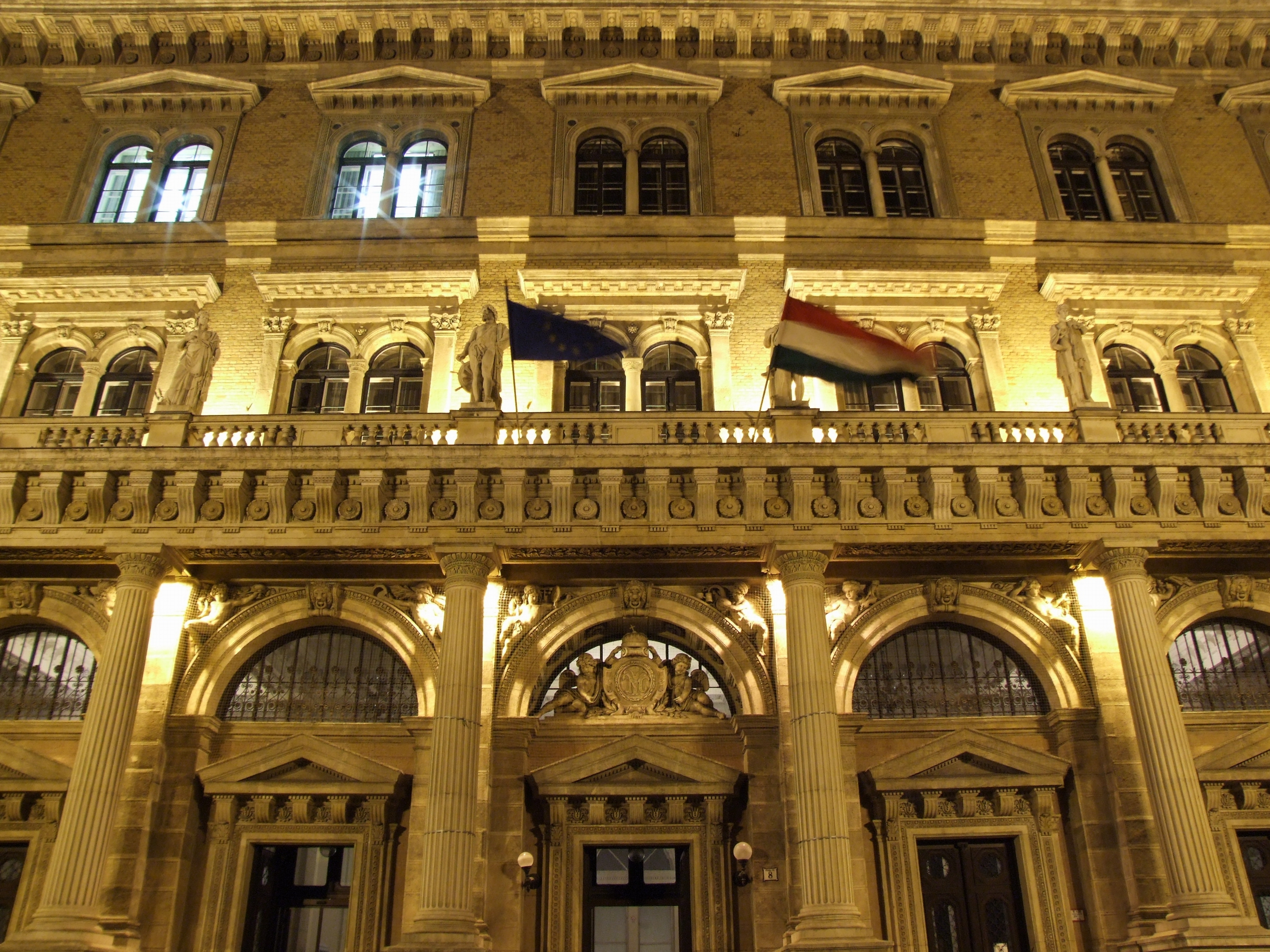
Fassade des Hauptgebäudes bei Nacht

Das Hauptgebäude liegt im sogenannten kleinen Innenstadt-Ring direkt am Ufer der Donau, gegenüber dem Műszaki Egyetem, der Technischen Universität Budapest sowie in Blickweite der Freiheitsstatue auf dem Gellértberg und dem Gellértbad (ungarisch: Gellért Fürdő oder Gellért Gyógyfürdő, wobei letzteres Gellért Gesundheitsbad bedeutet). An der Rückfront des Hauptgebäudes, getrennt nur durch eine kleine Seitenstraße, liegt die Große Markthalle. Rund 50 Meter südöstlich liegt ein weiteres Gebäude der Universität, in dem sich die Computerräume befinden. In gleicher Richtung weitere 100 Meter, jedoch vom Donauufer rund 150 Meter getrennt, liegt der um 2006 errichtete Neubau im modernen Stil. Das Hauptgebäude hingegen ist ein massives Gebäude im eher klassizistischen Stil. Beachtenswert ist die imposante Deckenhöhe des Erdgeschosses (insbesondere im Eingangsbereich) sowie der verglaste Lichthof, der auch für offizielle Veranstaltungen genutzt wird. Die Universität hat neben den erwähnten noch weitere Gebäude in der näheren fußläufigen Umgebung, wo insbesondere Sprachunterricht erfolgt.

## Studienalltag
Das Wintersemester an der Universität startet für ungarische Studenten Anfang September. Die Vorlesungen gehen dabei teilweise bis Weihnachten und die Prüfungen liegen zumeist im neuen Jahr. Das Sommersemester schließt sich nach einer kurzen Pause an, ist jedoch bereits im Juni beendet. ERASMUS-Studenten des Wintersemesters werden meist mit den Kennenlern-Veranstaltungen Ende August starten (wenn sie nicht einen Sprachkurs bereits vorher absolvieren), dafür aber bereits vor Weihnachten das Semester beenden können. Damit ist die Semester-Aufteilung den angloamerikanisch geprägten Systemen näher als dem deutschen.
Die Universität bietet für Studierende mit der Absicht, zu promovieren, vier Doktorandenschulen an: (1) Betriebsmanagement, (2) Wirtschaftsinformatik, (3) Soziologie und Kommunikationswissenschaft, (4) Internationale Beziehungen und Politikwissenschaft.

## Bekannte Dozenten und Absolventen
- Gordon Bajnai
- Lajos Bokros
- Nelu Brâdean-Ebinger
- Sebastian Gorka[4]
- Róbert Juharos
- Péter Medgyessy
- Miklós Németh
- Zsolt Rostoványi

## Ehrendoktoren
- İlham Əliyev, aserbaidschanischer Staatspräsident und Diktator (2008)[5]